# Resolución 1244 del Consejo de Seguridad de las Naciones Unidas
La resolución 1244 del Consejo de Seguridad de las Naciones Unidas, aprobada el 10 de junio de 1999, tomando en consideración las resoluciones 1160 (1998), 1199 (1998), 1203 (1998) y 1239 (1999), autorizó una presencia internacional, tanto civil como militar, en Kosovo (territorio de la República Federal de Yugoslavia) y creó la Misión de Administración Provisional de las Naciones Unidas en Kosovo (MINUK).
La resolución se aprobó con 14 votos a favor, ninguno en contra y una única abstención, la de China. El país se mostró crítico con el bombardeo de la OTAN sobre Yugoslavia, particularmente por el bombardeo de su embajada. China argumentó que el conflicto debía resolverlo el gobierno y el pueblo, por lo que se oponía a cualquier intervención externa. Sin embargo, dada la aprobación yugoslava a la propuesta de paz, no vetó la resolución. Tanto la OTAN como la República Federal de Yugoslavia adoptaron esta resolución en el tratado de Kumanovo.